# Лысенко, Трофим Денисович
Трофи́м Дени́сович Лысе́нко (17 [29] сентября 1898, Карловка, Полтавская губерния — 20 ноября 1976[…], Москва) — советский агроном и биолог. Основатель и крупнейший представитель псевдонаучного направления в биологии — мичуринской агробиологии, академик АН СССР (1939), академик АН УССР (1934), академик ВАСХНИЛ (1935). Герой Социалистического Труда (1945). Лауреат трёх Сталинских премий первой степени (1941, 1943, 1949).
В 1934 году назначен научным руководителем, а в 1936 году — директором Всесоюзного селекционно-генетического института в Одессе. Директор Института генетики АН СССР с 1940 по 1965 год.
Как агроном, Трофим Лысенко предложил и пропагандировал ряд агротехнических приёмов (яровизация, чеканка хлопчатника, летние посадки картофеля). Большинство методик, предложенных Лысенко, были подвергнуты критике такими учёными, как П. Н. Константинов, А. А. Любищев, П. И. Лисицын и другие, ещё в период их широкого внедрения в советском сельском хозяйстве. Выявляя общие недостатки теорий и агрономических методик Лысенко, его научные оппоненты также осуждали его за разрыв с мировой наукой и хозяйственной практикой. Некоторые методики (как, например, методика борьбы со свекловичным долгоносиком, предложенная венгерским энтомологом Яблоновским) были известны ещё задолго до Лысенко, однако не оправдали ожиданий или являлись устаревшими. Автор теории стадийного развития растений. Отвергал менделевскую генетику и хромосомную теорию наследственности. С именем Лысенко связана кампания гонений против учёных-генетиков, а также против его оппонентов, не признававших «мичуринскую генетику».
Поддерживал теорию О. Б. Лепешинской о новообразовании клеток из не имеющего клеточной структуры «живого вещества», впоследствии признанную псевдонаучной. В КПСС не состоял.

## Биография
Родился 17 (29) сентября 1898 года в крестьянской украинской семье у Дениса Никаноровича и Оксаны Фоминичны Лысенко, в селе Карловка Константиноградского уезда Полтавской губернии Российской империи.
В семье позже появились двое сыновей и дочь.
Научился читать и писать лишь в 13 лет.
В 1913 году, после окончания двухклассной сельской школы, поступил в низшее училище садоводства в Полтаве. В 1917 году поступил, а в 1921 году — окончил среднее училище садоводства в Умани (ныне — Уманский национальный университет садоводства) на базе дендропарка «Софиевка».
Период обучения Лысенко в Умани пришёлся на время Первой мировой и Гражданской войны: город захватывали австро-венгерские войска, затем Центральная Украинская Рада. В феврале 1918 года в Умани была провозглашена Советская власть, после чего до 1920 года город периодически переходил в руки «красных» и «белых» армий.
В 1921 году Лысенко был командирован в Киев на селекционные курсы Главсахара, затем, в 1922 году, поступил в Киевский сельскохозяйственный институт (ныне — Национальный университет биоресурсов и природопользования Украины), на заочное отделение, которое он окончил по специальности «агрономия» в 1925 году. Во время обучения работал на Белоцерковской опытной станции селекционером огородных растений. В 1923 году опубликовал первые научные работы: «Техника и методика селекции томатов на Белоцерковской селекстанции» и «Прививка сахарной свёклы». Как пишет Ролл-Хансен, Лысенко не владел ни одним иностранным языком.
В 1922—1925 годах Лысенко работал старшим специалистом Белоцерковской селекционной станции.

### Ранние работы

#### Работа в Гяндже (Азербайджан)
В октябре 1925 года Лысенко, окончив Киевский сельскохозяйственный институт, был направлен в Азербайджан, на селекционную станцию в городе Гяндже.
Гянджинская селекционная станция входила в штат созданного в 1925 году Всесоюзного института по прикладной ботанике и новым культурам (ВИПБиНК, впоследствии — ВИР), которым руководил Н. И. Вавилов. Директором станции в это время был специалист по математической статистике в агрономии Николай Фёдорович Деревицкий. Он поставил перед Лысенко задачу по интродукции в Азербайджане бобовых культур (люпина, клевера, чины, вики), которые могли бы решить проблему с голоданием скота в начале весны, а также с повышением плодородия почв при весеннем запахивании этих культур для сидерации почвы «зелёными удобрениями».
7 августа 1927 года в газете «Правда» вышла статья о Лысенко, где о его деятельности в Гяндже говорилось следующее:

Лысенко решает (и решил) задачу удобрения земли без удобрений и минеральных туков, обзеленения пустующих полей Закавказья зимой, чтобы не погибал скот от скудной пищи, а крестьянин-тюрк жил зиму без дрожи за завтрашний день… У босоногого профессора Лысенко теперь есть последователи, ученики, опытное поле, приезжают светила агрономии зимой, стоят перед зелёными полями станции, признательно жмут ему руку.
— «Поля зимой»
Что пишет об этом периоде деятельности Лысенко историк науки David Joravsky (1970):

Что он действительно очень хорошо выучил — если только это не было даром его генов — это искусство саморекламы… <…> мастерское общение молодого человека с журналистами, его умение использовать газеты для свершения научных открытий большой практической важности — это не было эфемерным. Это стало постоянной чертой всей карьеры Лысенко, от статьи в «Правде» в 1927 г. до конца 1964 г., когда «Правда» и все другие газеты в конечном итоге восстали против него.
— D. Joravsky, 1970. "The Lysenko Affair", p. 58—59
Что пишет физиолог растений Carl McDaniel (Rensselar Polytechnic Institute, USA; 2004):

Первым заданием Лысенко было исследовать возможность выращивания бобовых покровных культур для обеспечения домашних животных кормом и получения зелёного удобрения. Зима 1925—1926 годов была мягкой, и горох Лысенко выжил. Официально командированный журналист написал передовую статью в «Правде», которая хвалила достижения этого умеренно образованного крестьянина и сильно преувеличила результаты проекта.
— Carl McDaniel, 2004. "The human cost of ideology as science", Conservation Biology 18, 869—871
Вскоре Лысенко женился на одной из практиканток, стажировавшейся под его началом — Александре Алексеевне Басковой. В этот же период с Лысенко начал работать селекционер Д. А. Долгушин, будущий академик и сторонник Лысенко.

#### Отзыв корреспондента «Правды» о личности Лысенко
Корреспондент «Правды» Вит. Федорович в упомянутой выше статье так описал своё первое впечатление от встречи с Лысенко:

Если судить о человеке по первому впечатлению, то от этого Лысенко остаётся ощущение зубной боли — дай Бог ему здоровья, унылого он вида человек. И на слово скупой, и лицом незначительный, — только и помнится угрюмый глаз его, ползающий по земле с таким видом, будто, по крайней мере, собрался он кого-нибудь укокать.

#### «Влияние термического фактора на продолжительность фаз развития растений»
В Гяндже Лысенко начал работы по изучению вегетационного периода сельскохозяйственных растений (хлопчатник, пшеница, рожь, овёс и ячмень). В течение двух лет Лысенко ставил опыты со сроками посева зерновых, хлопчатника и других растений, высевая растения с промежутками 10 дней. По результатам этих исследований в 1928 году напечатал большую работу «Влияние термического фактора на продолжительность фаз развития растений» Из 169 страниц работы 110 содержали таблицы с первичными данными. При помощи Н. Ф. Деревицкого и И. Ю. Старосельского была произведена математическая обработка этих данных.
В этой работе Лысенко пришёл к выводу, что каждая фаза у растений («регистрировались следующие фазы: посев-полив, всходы, кущение, выход в трубку, колошение, цветение, восковая спелость и время уборки») начинает своё развитие «при строго определённой напряжённости термической энергии, то есть при определённом, всегда постоянном градусе Цельсия, и требует определённой суммы градусо-дней».
Производя математическую обработку исходных данных методом наименьших квадратов, Лысенко определил величины констант A и B — «начальную точку, при которой начинаются процессы», и «сумму градусов, потребную для прохождения фазы».
В 1927 году основные положения этой работы были доложены Лысенко на «съезде, созванном Наркомземом Азербайджанской ССР на Гянджинской станции», а затем, в декабре 1928 года — на Всесоюзном совещании Сахартреста в Киеве.
В этой книге Лысенко трижды цитировал работу Г. С. Зайцева, посвящённую этим же вопросам.
Как отмечает Нильс Ролл-Хансен (2005), это была единственная большая публикация Лысенко.
Историк науки David Joravsky (1970) пишет следующее:

Репортёр 1927 года признался, что он… не понял «научные законы», с помощью которых босоногий учёный быстро решил свою проблему, без проб и ошибок. Но он передал популярное объяснение Лысенко: «Каждое растение нуждается в определённом количестве тепла. Если всё измерить в калориях, тогда проблема (кормовых культур) для зимних полей может быть решена на маленьком старом клочке бумаги!» Что Лысенко имел в виду под этим «определённым количеством тепла», было выражено в его первой большой статье, опубликованной в 1928 году. Выражено это было в градусо-днях, а не в калориях, что повысило уровень статьи с неграмотного до полуграмотного. Пытаясь скоррелировать время и количество тепла, требуемое данному виду растения для прохождения фаз развития от прорастающих семян до воспроизводства новых семян, Лысенко пытался сопоставить данные по росту, календарным дням и градусо-дням. Он сделал примитивную ошибку в статистическом обосновании и почти не уделил внимания урокам, выученным предыдущими исследователями этой проблемы. Его вежливо, но настойчиво критиковал Н. А. Максимов, мировой лидер в исследовании термических факторов развития растений, который смог найти лишь одно или два достоинства в топорной, неуклюжей статье Лысенко.
— David Joravsky, 1970, «The Lysenko affair», р. 59—60

### Яровизация и разработки на основе теории стадийности

#### Яровизация растений
Вопрос воздействия пониженных температур на развитие растений затрагивался ещё такими известными физиологами, как Г. Клебс и И. Г. Гаснер. Так, например, И. Г. Гаснер на основании своих опытов установил, что если проросшие семена озимых подвергать воздействию низких температур, то выращенные из них при весеннем посеве растения будут выколашиваться.
Работая на Гянджинской селекционной станции, Лысенко также смог добиться ускорения развития растений. На основании своих опытов он разработал методику проращивания семян перед посевом при низких положительных температурах, которая была названа впоследствии яровизацией (такое же название имеет физиологическая реакция растений на пониженные температуры). В 1933 году за рубежом появился термин «вернализация» (от лат. vernus — «весенний»), предложенный в 1933 году англичанами Р. Уайтом и П. Хадсоном. Эти два термина являются равнозначными.
Данная методика в начале 1930-х годов встретила поддержку ряда видных учёных. Так, например, Н. И. Вавилов усматривал главное преимущество яровизации в возможном упрощении селекционных работ, а также в возможности управлять длиной вегетационного периода растений. К тому же яровизация могла бы помочь сохранить озимые культуры от вымерзания в суровые зимы. Вавилов писал:

Можно определённо утверждать, что яровизация является крупнейшим достижением в селекции, ибо она сделала доступным для использования всё мировое разнообразие сортов, до сих пор недоступное практическому использованию в силу обычного несоответствия вегетационного периода и малой зимостойкости южных озимых форм.

Главной причиной, по которой Николай Вавилов вначале поддерживал работу Лысенко по яровизации, была его заинтересованность в потенциальном использовании яровизации как средства синхронизации цветения различных видов растений из коллекции ВИР, поскольку коллектив Вавилова столкнулся с проблемами в опытах по скрещиванию разных видов, требующих такой синхронизации. Вавилов, однако, в конечном итоге перестал поддерживать использование яровизации, поскольку метод не принёс ожидаемых результатов.
Предложение Лысенко использовать яровизацию как способ повышения урожайности вызвало оживлённую дискуссию. В 1930-е годы Т. Д. Лысенко предложил использовать яровизацию в производственных условиях колхозов и совхозов с целью повышения урожайности и уменьшения влияния неблагоприятных погодных условий (вымерзание озимых посевов, суховеи, засуха, дожди в период налива зерна), которые представляли собой значительную проблему в тот период в СССР. В советской прессе утверждали, что агроприём яровизации позволял получить всходы на 4—5 дней раньше обычного. Не дожидаясь проверки методики яровизации, Лысенко стал проводить массовое внедрение агроприёма в колхозах и совхозах. В ряде своих статей он доказывал, что яровизация показывает положительные результаты.
Посевы яровизированными семенами наращивались в хозяйствах СССР ежегодно. В частности, в 1935 году опытно-хозяйственные яровизированные посевы яровых зерновых проводили свыше 40 тыс. колхозов и совхозов на площади в 2,1 млн га, в 1937 году — 8,9 млн га, в 1941 году — около 14 млн га. При этом общая площадь посевов зерновых составляла в 1937 году 104,5 млн га.
Однако массовое внедрение яровизации в сельское хозяйство СССР окончилось неудачей. Критики яровизации объясняли этот провал в том числе отсутствием опытных данных по сортам и регионам страны. Для сбора данных были использованы анкеты, рассылавшиеся в колхозы и совхозы. Анкетный метод позволял фабриковать данные, замалчивать негативные результаты, и был удобен для пропаганды яровизации. Отсутствовали необходимые для статистического анализа повторности, не учитывались возможные различия в плодородии почв, засеянных яровизированными и контрольными растениями. Данные, полученные Лысенко и его сторонниками, публиковались в основном в журнале «Бюллетень яровизации», выходившем под редакцией Лысенко, либо в советской прессе. Однако ни в каких независимых научных журналах данные публикации не приводились.
За пять лет исследования яровизации академик П. Н. Константинов собрал данные по 54 сортоучасткам и 35 сортам пшеницы. В 1935 году он опубликовал результаты своих опытов. В них было показано, что яровизация не даёт прибавки урожая и, кроме того, повышает вероятность заражения растений твёрдой головнёй. В том числе он отмечал, что средняя прибавка урожая составляет только 0,04 центнера на гектар, что в 20 раз меньше данных, приведённых в работах Лысенко.

В среднем по годам наблюдалось то снижение, то повышение от яровизации, а в среднем за пять лет яровизация прибавки почти не дала.
— П. Н.Константинов, 1935 год
Яровизированная пшеница давала 960 кг зерна на гектар, в то время как контрольные растения — 956 кг. Также Константинов указал, что агроприём яровизации требует существенной доработки.
Агроприём яровизации подвергался критике специалистами в том числе из-за возможности повреждения семян в процессе их намачивания, проращивания и посева, трудоёмкости этой операции, и большей уязвимости яровизированных растений перед головнёй. Критиками яровизации в 1930-е годы были П. Н. Константинов, С. Левицкий (Польша), П. И. Лисицын, Д. Костов.
Работы по яровизации перестали публиковаться в 1937 году даже журналом «Яровизация». Яровизация зерновых в период Великой Отечественной войны (вёсны 1942—1945 годов) и послевоенное время не получила широкого производственного использования. Главная газета страны «Правда» в редакционной статье от 14 декабря 1958 года утверждала, что после массового внедрения техники в хозяйствах СССР, позволявшего производить сев в более сжатые сроки, выполнять яровизацию семян «не всегда оказывалось необходимым». Этот агроприём, по утверждению газеты, продолжал давать «замечательные результаты» при выращивании проса и картофеля. Однако Валерий Сойфер (2001) и Жорес Медведев (1969) опровергают утверждения о «замечательных результатах», подчёркивая абсолютную неэффективность метода.
Абсолютная неэффективность яровизации как метода была также экспериментально продемонстрирована в научных работах сотрудников ВИР М. И. Хаджинова и А. И. Луткова, а также Мак-Кинни и Сандо (H. H. McKinney и W. J. Sando) (1933), Мак-Кинни (H. H. McKinney) и др. (1934) и Белла (G. D. H. Bell) (1937).

#### Работа в Одессе
В октябре 1929 года Лысенко был приглашён Наркомземом Украины в Одессу, во вновь образованный на базе селекционной станции Селекционно-генетический институт, позднее ставший Всесоюзным (ВСГИ), где возглавил лабораторию по яровизации растений.
Нарком земледелия УССР А. Г. Шлихтер отнёсся к идеям Лысенко с энтузиазмом и активно его поддерживал.
В 1929—1934 годах Лысенко работал старшим специалистом отдела физиологии ВСГИ, в 1934—1938 годах — научным руководителем и директором ВСГИ. 17 апреля 1936 года он был назначен директором этого института.
В сентябре 1931 года Всеукраинская селекционная конференция приняла резолюцию по докладу Т. Д. Лысенко, в которой отметила теоретическое и практическое значение его работ по яровизации. В октябре этого же года аналогичную резолюцию приняла Всесоюзная конференция по борьбе с засухой.
В 1933 году Лысенко начал опыты по летним посадкам картофеля на юге.
В 1934 году Лысенко был избран действительным членом Академии наук УССР.
Говоря об итогах своей научной деятельности за 1934 год, И. В. Мичурин в книге «Итоги шестидесятилетних работ» упоминал деятельность Лысенко по исследованию фотопериодизма полевых хлебных злаков.

30 декабря 1935 года Лысенко был награждён орденом Ленина, избран в действительные члены ВАСХНИЛ.
В этот период Лысенко создал как собственные научные работы: «Теоретические основы яровизации», «Теория развития растений и борьба с вырождением картофеля на юге» (в журнале «Яровизация» в Одессе), так и статьи, написанные совместно с И. И. Презентом: «Селекция и теория стадийного развития растений», «Множьте ряды мичуринцев» (6 июня 1936 года, «Комсомольская правда»).

#### Теория стадийного развития растений
Для обоснования своих разработок в области растениеводства Лысенко выдвинул «теорию стадийного развития растений», которую считали научной, помимо сторонников Лысенко, и его оппоненты — Н. И. Вавилов и П. М. Жуковский. Суть теории заключалась в том, что высшие растения должны пройти в течение своей жизни несколько стадий перед тем, как дать семена. Для перехода к следующей стадии требуются определённые специфические условия.
В 1935 году Лысенко писал:

Эта теория исходит из того, что всё в растении, каждое его свойство, признак и т. д., есть результат развития наследственного основания в конкретных условиях внешней среды. Наследственное же основание есть результат всей предшествующей филогенетической истории. Результатом этой биологической истории, творившейся путём отбора приспособлений к определённым условиям существования, и являются те требования, которые растительный организм на всём протяжении своей индивидуальной истории, начиная с зиготы, предъявляет к определённым условиям своего развития. Эти требования — обратная сторона выработанных в историческом процессе приспособлений.

На основе этой теории Лысенко предложил проводить яровизацию озимых и яровых зерновых, картофеля и других культур, чеканку хлопчатника.
В 1933 году Н. И. Вавилов говорил о разработках Лысенко на Международном симпозиуме по проблемам генетики и селекции в США. В том же году Вавилов представил работу Лысенко на соискание премии им. В. И. Ленина как «крупнейшее достижение физиологии растений за последнее десятилетие».
Другой оппонент Лысенко, академик П. М. Жуковский, также признавал в его научном достоянии теорию стадийного развития. Эту теорию не критиковали, а признавали научной, и другие авторы критического «письма трёхсот» 1955 года.
Положения теории Лысенко о стадийном развитии растений, по мнению критиков, в некоторой степени соответствовали уровню знаний 1930-х годов, однако не все они были подтверждены экспериментально. На недостатки теории стадийного развития указывали И. М. Васильев, П. И. Гупало, В. В. Скрипчинский, А. К. Ефейкин, М. X. Чайлахян, В. Юнгес, А. К. Фёдоров и другие.
В частности, критиковалось утверждение Лысенко «Прохождение световой стадии возможно только после прохождения стадии яровизации» и утверждалось, что и без предварительной яровизации различные сорта растений — яровые, двуручки, полуозимые и озимые — обладают фотопериодической реакцией и задерживаются в развитии при сокращении длины светового дня. Сам Лысенко считал попытки заменить роль температуры освещением «методологически порочными», дав ответ опровергателям стадийности развития растений в докладе на Всесоюзной конференции по зимостойкости 24 июня 1934 года и на научном заседании в Институте генетики Академии наук СССР 6 января 1935 года.
Заведующий кафедрой физиологии растений биологического факультета МГУ Д. А. Сабинин изначально относился с большим интересом к работам Т. Д. Лысенко. Он конспектировал доклады Т. Д. Лысенко, сделанные в 1933—1934 годах, и эти конспекты остались в его бумагах. В 1934 году Д. А. Сабинин посетил Одессу, где Лысенко работал директором Института генетики и селекции. Впоследствии, изучив материалы работ Лысенко, Д. А. Сабинин пришёл к заключению, что «теория стадийности» является частным проявлением существовавшей ранее общебиологической теории детерминации, согласно которой организм развивается в строго определённом направлении, испытывая воздействие определённых условий среды и проходя при этом несколько жизненных этапов. В монографии, которую Сабинин написал в 1946—1947 годах, он критически разобрал сущность этой теории (глава из этой монографии о развитии растений была опубликована в виде отдельной книги только в 1963 году).
Сабинин вступил в конфликт со сторонниками биологических учений Лысенко (до этого он неоднократно и на протяжении нескольких лет критиковал это учение с кафедры МГУ) и в 1948 году был уволен с преподавательской работы. В 1951 году он покончил жизнь самоубийством, работая океанологом в Голубой Бухте Геленджика.

#### Чеканка растений
Лысенко предложил методику чеканки растений, которая заключалась в обрезании побегов в определённый период их роста, что ускоряет переход растений к плодоношению. В современном Таджикистане и Узбекистане чеканка хлопчатника активно применяется до настоящего времени.
Лысенко в 1936 году утверждал, что чеканка прекращает буйный рост растений, их жирование, и заставляет переходить к более раннему цветению и завязыванию плодов.

#### Летние посадки картофеля
В южных регионах СССР вегетативно размножаемый картофель постепенно давал всё более мелкие клубни, которые, кроме того, подвергались сильному гниению, то есть происходило так называемое «вырождение» картофеля. Для борьбы с этим Лысенко предложил производить летние посадки картофеля, утверждая, что остановить «ухудшение породы» картофеля можно путём посадки его не в тёплую, а в прохладную почву, в конце лета.
11 января 1941 года в лекции, прочитанной в Политехническом музее, Т. Д. Лысенко утверждал:

Раньше было общеизвестно, что если высадить в сравнимых условиях посадочный материал хотя бы сорта Ранняя роза, полученный из урожая Московской области, и посадочный материал того же сорта, но полученный из урожая Одесской области, то всегда почти без исключения урожайность посадочного материала из Московской области будет значительно больше, чем урожайность посадочного материала из Одесской области. Теперь же можно приводить немало опытных данных обратного порядка. И в прошлом, 1940 г. в опытах И. Е. Глущенко (научного сотрудника Института генетики Академии наук СССР) на участке под Москвой получен урожай картофеля сорта Ранняя роза из клубней летней южной репродукции (Селекционно-генетический институт, г. Одесса) 480,5 ц из расчёта на гектар, а в этих же условиях тот же сорт местного происхождения (Московская область, Институт картофельного хозяйства) дал урожай 219,5 ц с гектара.
Всё это говорит о том, что летние посадки картофеля на юге являются способом не прекращения вырождения породы картофеля, а способом улучшения породы картофеля.

Однако, как и в случае яровизации, был использован анкетный метод сбора данных, позволявший легко фальсифицировать результаты, а какие-либо данные, полученные научными методами, никогда не были опубликованы. Когда летние посадки не дали никаких положительных результатов, Лысенко предложил закапывать собранный картофель в траншеи, пересыпая слой картофеля слоем земли, утверждая, что это снизит потери от гниения клубней. Ho закапывание клубней в траншеи привело к огромным потерям урожая, поскольку гниение клубней лишь усилилось.
Лысенко игнорировал реальную причину вырождения посадок картофеля — вирусы картофеля (особенно большую роль в вырождении играют вирус скручивания листьев картофеля — PLRV, X-вирус картофеля — PVX и Y-вирус картофеля — PVY), подменяя её абсолютно абстрактными идеями об «ухудшении породы» картофеля.

Было убедительно доказано, что вырождение посадок картофеля связано с вирусами, которые распространялись в течение многих лет в вегетативно размножающихся линиях картофеля.
— Zh. A. Medvedev, "The rise and fall of T. D. Lysenko"
Игнорирование роли вирусов в вырождении посадок картофеля и последовавший за этим запрет на исследования вирусов растений привели к значительной задержке развития в СССР методов детекции вирусов растений, распространению вирусов не только на юге, но и в других районах СССР, и, как следствие, к резкому падению урожайности картофеля.

### Выведение сортов зерновых ускоренными методами
Сторонники Лысенко, включая бывшего наркома земледелия СССР И. А. Бенедиктова, указывают, что на основе его работ был создан ряд новых сортов сельскохозяйственных культур (яровая пшеница «Лютесценс 1173», «Одесская 13», ячмень «Одесский 14», хлопчатник «Одесский 1» и др.).
Критики Лысенко отмечали, что сверхбыстрое (за два с половиной года) выведение сортов, которое поставил себе в задачу Лысенко, на практике приводило к недостаточно проверенным и апробированным сортам. Генетики отрицали отбор в первом поколении гибридных растений, который применял Лысенко при быстром выведении сортов.
2 августа 1931 года Президиум Центральной Контрольной Комиссии ВКП(б) и Коллегия Наркомата рабоче-крестьянской инспекции СССР приняли партийно-правительственное постановление «О селекции и семеноводстве».
Это постановление предлагало Наркомзему Союза, ВАСХНИЛ и ВИР:

а) … по пшенице поставить важнейшей задачей в области селекции достижение в 3—4 года следующего: высокой урожайности, … однотипичности и однородности зерна (стекловидности), приспособленности к механизированному хозяйству (неполегаемость и неосыпаемость), хладостойкости, засухоустойчивости, повышения мукомольных и хлебопекарных качеств, устойчивости против вредителей и болезней, а также качеств, необходимых для форсированного продвижения культуры на север и восток…
2. а) Завершить к 1933 году в основном полную смену рядовых семян испытанными сортовыми…
3. а) Поставить работу селекционных станций на основах новой заграничной техники с применением новейших усовершенствованных методов селекции (на основе генетики)…, сократив таким образом срок получения новых сортов (вместо 10-12 лет до 4-5 лет)…

На момент выхода этого постановления действовал написанный профессором П. И. Лисицыным и подписанный Лениным декрет «О семеноводстве», который требовал производить более длительный цикл сортоиспытания, содержащий предварительное (3-4 года), конкурсное (3-4 года) с уже известными сортами и государственное (3-4 года) сортоиспытание. После этого запись о сорте появлялась в книге государственной регистрации сортов, и суперэлитные и элитные семена начинали размножать специализированные семеноводческие хозяйства.
В октябре 1931 года нарком земледелия Яковлев на Всесоюзной конференции по засухе поддержал решение РКИ-ЦКК и заявил: «Нам нужна практическая программа селекционной и семеноводческой работы». Излагая его выступление, газета «Известия» утверждала: «… тов. Яковлев резко критиковал „кустарничанье“ в семеноводческой работе. Мы тратим на выведение сорта в 2-3 раза больше времени, чем это требует современная техника…»
Против такого сокращения сроков выступали селекционеры Г. К. Мейстер и другие докладчики, но председательствующий нарком Яковлев говорил о «недопустимости игры в науку» и необходимости «поворота лицом к требованиям социалистического сельского хозяйства».
В конце 1932 года Лысенко заявил в Институте генетики и селекции в Одессе, что берётся выводить сорта за вдвое меньший срок — за два с половиной года. Это же обязательство он повторил в январе 1933 года на собрании в институте, пообещав «в кратчайший срок, в два с половиной года, создать путём гибридизации сорт яровой пшеницы для Одесского района, который превзошёл бы по качеству и количеству урожая лучший стандартный сорт этого района — саратовский „Лютесценс 062“».
В качестве родительских форм были взяты сорта — одесский позднеспелый сорт «Гирка 0274» А. А. Сапегина, который отличался устойчивостью к ржавчине и головне, и чистую линию «Эритроспермум 534/1», В. Н. Громачевского, выведенную им из азербайджанских пшениц, которая отличалась низкой урожайностью, но скороспелостью.
Участник опытов и сторонник Лысенко Д. А. Долгушин отмечал, что от скрещивания «„534/1“ × „0274“ было собрано только 30 зёрен». 17 апреля 1933 года семена в теплице посеяли снова. Менее половины растений выколосились, и 10 июля 1933 года собранные зёрна посеяли ещё раз. Долгушин утверждал, что «всходы долго не появлялись… некоторая часть семян так и не взошла». С 8 по 20 декабря 1933 года около 3000 семян третьего поколения гибридных растений посеяли снова в теплице. Долгушин отмечал, что «растения заметно страдали, были слабыми и вытянутыми…», приписывая это недостатку тепла или света, или слишком сухому воздуху как результату парового отопления.
Из 20 семян четвёртого поколения решили размножать 4 растения (семьи), которым присвоили коды 1055, 1160, 1163, 1165. 19 июля 1934 года их посеяли в теплице в «40 ящиков по 48 зёрен в каждом». Поскольку семена задерживались в росте и давали недружные и неравномерные всходы, приехавший к 1 августа Лысенко дал указание уложить в ящики 80 кг льда и накрыть их сверху бумагой и соломой. В начале октября 1934 года ящики перенесли в теплицу, а 25 ноября 1934 года полученные семена посеяли снова, «чтобы получить примерно по килограмму семян каждого из четырёх гибридов для сеялочного посева сортоиспытания весной 1935 года». В январе 1935 года температура воздуха в теплице в одну из ночей понизилась до −26 °C, и теплицы всю ночь отапливали буржуйками. Долгушин писал, что «в период налива зерна стали обнаруживаться растения, поражённые твёрдой головнёй». К весне 1935 года собрали полкилограмма гибридных семян «1163» и «1055», для других линий — по полтора килограмма.
25 июля 1935 года из Одессы в Москву заведующему сельхозотделом ЦК ВКП(б) Я. А. Яковлеву, Наркому земледелия СССР М. А. Чернову и Президенту ВАСХНИЛ А. И. Муралову была отправлена телеграмма, подписанная академиком Лысенко, который к этому времени был научным руководителем селекционно-генетического института, а также директором Института Ф. С. Степаненко, секретарём комитета ВКП(б) Ф. Г. Кириченко и председателем рабочкома Лебедем:

При вашей поддержке наше обещание вывести в два с половиной года, путём скрещивания, сорт яровой пшеницы для района Одесщины, более ранний и более урожайный, нежели районный сорт «Лютесценс 062» — выполнено. Новых сортов получено четыре. Лучшими сортами считаем безостые «1163» и «1055». Меньшее превышение урожая сорта «1163» в сравнении с остальными новыми сортами объясняем сильной изреженностью посевов этого сорта из-за недостаточного количества семян весной. Семян каждого нового сорта уже имеем от 50 до 80 кг. Два сорта — «1163» и «1055» — высеяны вторично в поле для размножения.

Посевы в поле демонстрировали участникам июньской выездной сессии ВАСХНИЛ 1935 года. Долгушин утверждал, что «всходы показали большую изреженность и неравномерность». Через год Лысенко характеризовал эти всходы иначе: «При наблюдении за развитием наших новых сортов пшеницы ещё в 1935 г. нам бросилось в глаза их хорошее поведение. Уже по начальным стадиям развития растений эти сорта выделялись с положительной стороны…». Тогда же он утверждал, что «по данным сортоиспытания Одесской областной станции (Выгода), наши сорта заняли по урожаю первое место».
Академики Константинов и Лисицын и профессор Дончо Костов в 1936 году так характеризовали данный сорт:

Зерно пшеницы 1163 слишком мучнисто и, по словам акад. Лысенко, даёт плохой хлеб. Этот недостаток академик Т. Д. Лысенко обещает быстро исправить. Кроме того, сорт поражается и головнёй. Но если принять во внимание, что сорт селекционно недоработан, то есть не готов и, кроме того, не прошёл государственного сортоиспытания, то сам собою встаёт вопрос, для каких надобностей этот неготовый, неапробированный сорт размножается такими темпами. Едва ли семеноводство Союза будет распутано, если мы будем выбрасывать в производство таким анархическим путём недоработанные сорта, не получившие даже права называться сортом.

По мнению С. Э. Шноля, именно обещания в кратчайшие сроки резко повысить урожаи было причиной того, что Сталин принял позицию Лысенко в дебатах с «вейсманистами-морганистами». Когда же стало понятно, что программа Лысенко не дала обещанных результатов, началась война, «и стало не до Лысенко»:90.

### Начало противостояния с генетиками
.

Т. Д. Лысенко со своими сотрудниками в Одессе в 1938 г. В первом ряду слева направо: И. И. Презент, Т. Д. Лысенко, жена Д. А. Долгушина. Во втором ряду — Б. А. Глущенко (жена И. Е. Глущенко), И. Е. Глущенко, А. Д. Родионов, тогда директор ВСГИ, жена Т. Д. Лысенко, селекционер пшеницы Д. А. Долгушин

В. И. Вернадский 1 июля 1936 года в своём дневнике записал

С Лискуном о «ревизии» Лысенко. Лысенко возбудил против себя чистых генетиков (статья в «Правде» с Презентом). Отрицает «гены». Комиссия для исследования на месте: Рихтер, Лисицын, Прянишников, Муралов и ещё кто-то. Думают, что он толкует свои опыты неверно. Говорят, по поводу подготовленных статей против Лысенко дошло до Сталина. Сталин сказал: пусть будет дискуссия — если теория правильна — она только окрепнет. Очевидно, сейчас пойдёт.

В августе 1936 года на выездной сессии зерновой секции ВАСХНИЛ в г. Омске Лысенко сделал доклад «О внутрисортовом скрещивании растений самоопылителей», в котором вступил в дискуссию с Н. И. Вавиловым и другими генетиками. В данной дискуссии Лысенко отрицал как общетеоретические воззрения своих оппонентов, так и их практическое воплощение в селекционной работе. В частности, Лысенко отрицал метод инцухта полевых культур.
Дискуссия была продолжена 23 декабря 1936 года на IV сессии ВАСХНИЛ, где Лысенко сделал доклад «О двух направлениях в генетике» (опубликован в сборнике Т. Д. Лысенко «Агробиология»). Лысенко, совместно с И. И. Презентом, ссылались на мнение Ч. Дарвина и К. Тимирязева по вопросу вырождения растений-самоопылителей и полезности внутрисортового перекрёстного опыления растений.
В начале 1937 года редактируемый Т. Д. Лысенко журнал «Яровизация» напечатал речь зав. сельскохозяйственным отделом ЦК ВКП(б)
Я. А. Яковлева (№ 2) где резко и необоснованно критиковалась теория гомологических рядов изменчивости растений Н. И. Вавилова и хромосомная теория наследственности.
В № 3 этого же журнала была напечатана статья И. И. Презента, в которой он обвинил генетиков классической школы в поддержке троцкистско-бухаринской оппозиции и статья А. К. Коля с нападками в адрес академика Н. И. Вавилова.
Проведение VII Международного генетического конгресса в Москве в 1937 году было отменено и состоялось в 1939 году в Эдинбурге.
В газете «Соцземледелие» 11 января 1938 года была опубликована статья «Оздоровить Академию сельскохозяйственных наук. Беспощадно выкорчёвывать врагов и их охвостье из научных учреждений», где как пособники врагов народа указывались Н. И. Вавилов, М. М. Завадовский, П. Н. Константинов.
В 1938 году Т. Д. Лысенко стал президентом ВАСХНИЛ.
В начале 1939 года редактируемый Лысенко журнал «Яровизация» поместил статью И. И. Презента «О лженаучных теориях и генетике» (№ 2, с. 87—116), в которой автор сравнивал работы Н. И. Вавилова и философа-антимарксиста Дюринга.
В 1939 году журнал «Под знаменем марксизма» провёл дискуссию по генетике. В заключение этой дискуссии её организатор академик
М. Митин подверг резкой и необоснованной критике деятельность Н. И. Вавилова (Под знаменем марксизма, 1939, № 10).
В середине 1940 года по распоряжению Т. Д. Лысенко заместителем директора ВИР, несмотря на категорический протест Н. И. Вавилова, был назначен сотрудник НКВД С. Н. Шунденко, который постоянно клеветал и писал доносы на работников института.
В августе 1940 года Н. И. Вавилов был арестован. Вслед за арестом Н. И. Вавилова были арестованы и погибли в заключении
его сотрудники и друзья Г. Д. Карпеченко, Г. А. Левитский,
Л. И. Говоров, К. А. Фляксбергер. Н. В. Ковалёв был арестован, а позже сослан в Казахстан.

### Военный и послевоенный период
Во время Великой Отечественной войны Лысенко вместе со многими биологами находился в эвакуации в Омске, где продолжал работать над агротехникой зерновых культур и картофеля.
С 1942 года Лысенко был членом комиссии по расследованию злодеяний немецко-фашистских захватчиков.
22 марта 1943 года Лысенко получил Сталинскую премию первой степени «за научную разработку и внедрение в сельское хозяйство способа посадки картофеля верхушками продовольственных клубней».
3 июня 1943 года на торжественном заседании АН СССР, посвящённом 100-летию со дня рождения К. А. Тимирязева, Лысенко выступил с докладом: «К. А. Тимирязев и задачи нашей агробиологии»
.
В 1943 году вышло 1-е издание сборника: «Агробиология. Работы по вопросам генетики, селекции и семеноводства».
10 июня 1945 года Лысенко было присвоено звание Героя Социалистического Труда с вручением ордена Ленина и золотой медали «Серп и молот», «за выдающиеся заслуги в деле развития сельскохозяйственной науки и поднятия урожайности сельскохозяйственных культур, в особенности картофеля и проса».
10 сентября 1945 года Лысенко был награждён орденом Ленина «за успешное выполнение задания правительства в трудных условиях войны по обеспечению фронта и населения страны продовольствием, а промышленности сельскохозяйственным сырьём».
Член ЦИК СССР. Депутат ВС СССР 1—6-го созывов (1937—1966).
В 1946 году Лысенко написал статью «Генетика» для 3-го издания «Сельскохозяйственной энциклопедии». В данной статье приведена обширная цитата статьи Моргана «Наследственность», опубликованной в США в 1945 году в Американской энциклопедии (Encyclopedia Americana, 1945 год), её критика, а также описание особенностей «мичуринской генетики». Статья вошла в сборник «Агробиология» Лысенко. Аналогичная статья была опубликована во втором издании БСЭ.
В послевоенные годы, когда шла Борьба с космополитизмом, Т. Лысенко и его сторонникам удалось привлечь на свою сторону центральную печать. Были опубликованы статьи А. Суркова, А. Твардовского  и Г. Фиша в «Литературной газете», в которых они обвиняли генетиков А.Р. Жебрака и Н.П. Дубинина в антипатриотизме и низкопоклонстве перед Западом. Прямым следствием этих статей являлась организация «суда чести» над А.Р. Жебраком, состоявшегося 21-22 ноября 1947 г.

#### Посевы по стерне
Советская литература 1940-х и 1950-х годов и сторонники Лысенко приписывают ему ряд достижений, в том числе — идею посевов по стерне с целью защиты озимых посевов от морозов.
В 1943 году Лысенко утверждал:

Жнивьё (стерня) в 25—30 см высоты защищает надземные части растений от губительного механического действия ветра. Жнивьё задерживает снег, который также является защитой для растений не только от морозов, но и от действия ветров. Невспаханная, невзрыхлённая почва почти не имеет больших пустот. Поэтому на посевах по стерне в почве не наблюдается больших ледяных кристаллов, губительно действующих, повреждающих корни и узлы кущения озимых растений. — Т. Д. Лысенко. «К. А. Тимирязев и задачи нашей агробиологии», 1943 год
Посевы по стерне, несмотря на достоинства метода (снегозадержание и лучшие температурные условия зимовки семян растений в условиях Сибири) критиковались за засорение полей сорняками, поскольку при этом исключается обычная агротехника — поверхностное лущение, которое провоцирует прорастание сорняков, и последующая весновспашка. При отсутствии в то время гербицидов это приводило к засорению полей. Кроме того, почва оказывается отчасти истощена предыдущей культурой, что повышает требовательность растений к внесению удобрений. Впрочем, на эти недостатки метода указывал и сам Лысенко, тем не менее рекомендовавший применение стерневых посевов.
Н. В. Цицин в письме Сталину от 2 февраля 1948 года отмечал низкую урожайность зерна в стерневых посевах:

В 1944 году в семи учтённых районах Новосибирской области средний урожай озимой ржи по стерне был равен 3,6 ц/га. В этом же году по Челябинской области средний урожай ржи равнялся по очень плохим парам — 4,3 ц/га; по свежей сентябрьской вспашке — 2,6 ц/га; по стерне — 1,8 ц/га. В том же году по всем совхозам Омского зернотреста Министерства совхозов, урожай по стерне был также очень низким; — он равнялся по парам 11,1 ц/га и по стерне − 5.1 ц/га. … В 1945 году, в одном из лучших совхозов Омской области «Лесном», с площади посевов озимой пшеницы в 91 га, посеянной по всем правилам, рекомендованным акад. Лысенко, собрали всего 6 ц, зерна, то есть в среднем по 7 кг с гектара, а также несколько огромных скирд бурьянов, кстати сказать, обсеменившихся в своей массе ко времени уборки. В том же году в соседнем совхозе «Боевом» все 67 га стерневых посевов озимой пшеницы полностью погибли.
Наконец, в прошлом 1946 году, в том же Сибирском научно-исследовательском институте, которым руководит акад. Лысенко, из 150 [га] стерневых посевов было запахано 112 га, так как на них родился один бурьян.

Приводя отрицательные примеры стерневых посевов, положительные примеры Цицин объяснял тем, что «в суровых условиях Сибири бывают изредка исключительно благоприятные годы». В целом он считал работу по стерне бесперспективной, считая более оправданными работы по увеличению зимостойкости зерновых с пырейно-пшеничными гибридами, отдалённой гибридизацией с дикорастущими растениями, и использование кулисных и полузанятых паров.
Некоторые современные экспериментальные полевые исследования показывают, что посев рапса (и, возможно, бобовых и яровой пшеницы) по высокой стерне ведёт к повышению урожайности, хотя «в отдельные годы преимущество было небольшим и незначительным». Лысенко предлагал использовать этот метод не для данных культур, а для озимой пшеницы и озимой ржи (см. выше). Кроме того, как уже отмечено выше, существенное различие между агрономическими практиками эпохи Лысенко и современности состоит в отсутствии использования гербицидов во времена Лысенко, что приводило к засорению посевов сорняками и отсутствию ожидаемого эффекта метода.

#### Посадка картофеля верхушками клубней
В военные годы Лысенко предложил производить посадку картофеля верхушками клубней. Он дал подробную инструкцию, как сохранять и производить посадку верхушек. В обязанность предприятий общественного питания входило срезать и хранить верхушки. Посадка картофеля верхушками позволила использовать основную массу клубня посадочного картофеля для питания, тогда как для посадки использовать лишь небольшую — 10—15 г — его часть. 3 июня 1943 года в московском Доме учёных Лысенко утверждал, что посадка верхушками «экономит (не менее тонны на гектар) расход картофеля на посадку», а также позволяет улучшать породные качества картофеля, поскольку на посадку в этом случае идут «наиболее крупные по величине и лучшие по другим породным свойствам клубни, всегда идущие на продовольственное использование».

#### Агротехника проса
Согласно официальным данным, изменив агротехнику проса, в 1939 году Лысенко увеличил урожайность
данной культуры с 2—3 до 15 центнеров с гектара.
13 декабря 1942 года на сессии ВАСХНИЛ Лысенко утверждал, что «в 1940 году просо на миллионах гектаров стало уже самой высокоурожайной зерновой культурой» и призывал «повернуться лицом к просу». Лысенко предложил систему весенней обработки под зерновые, которая позволяла очистить почву от сорняков до посева, а затем производить посев яровизированными семенами.
В 1947 году в разделе доклада «Резко поднять урожайность проса» на открытом партийном собрании Академии Т. Д. Лысенко утверждал:

Надо твёрдо помнить, что по сравнению с другими культурами просо значительно сильнее реагирует на применение правильной предпосевной обработки почвы, своевременный посев хорошо яровизированными семенами хороший уход за посевами. И, наоборот, просо резко снижает урожай, нередко до мизерных размеров, если нужные для него условия не созданы агротехникой. Затрата сил и средств на создание нужных условий для проса требуется сравнительно небольшая, если только эти силы и средства правильно и своевременно приложены. Урожаи же проса легко можно получить по 25—30 центнеров с гектара. Если к хорошему уходу добавить ещё и удобрения, то урожай проса можно получить по 40—50 центнеров с гектара, а отдельные мастера-просоводы берут урожай и по 80—100 больше центнеров с гектара.
— Т. Д. Лысенко, «Агробиология», 1952, с. 527
В этом же докладе он отмечал, что «Основным бичом проса являются сорняки», которые могут резко понизить его урожайность, поскольку растения проса легко забиваются сорняками в ранний период своего роста.
Там же он утверждал:

Опыт 1939 и особенно 1940 года, когда колхозы и совхозы получили средние урожаи проса по 15 центнеров с 500 000 га и по 20 центнеров с 200 000 га, убедительно свидетельствует, что резкое повышение урожаев проса на значительных площадях является для работников сельского хозяйства задачей посильной и вполне осуществимой.

#### Гнездовые посадки растений
Гнездовая посадка дуба в некоторых условиях предлагалась рядом лесоводов, в частности Морозовым и Огиевским, задолго до работ Лысенко. Однако они не рекомендовали данный метод как основной в борьбе с сорняками.
Лысенко предложил гнездовые посадки кок-сагыза (каучуконос) и дуба с целью насаждения защитных лесополос. При этом он утверждал, что внутривидовая конкуренция отсутствует, и в результате гнездовой посев приводит к повышению эффективности. В частности, в 1947 году Лысенко указывал на многократный (от 30—40 до 60—80 центнеров с га при прежнем — от 3—4 до 10—20 центнеров с га) рост урожайности кок-сагыза в результате применения данного метода.
При этом количественные данные из работ самого Лысенко полностью опровергают его утверждения об отсутствии внутривидовой конкуренции и об эффективности метода гнездовых посадок — средняя масса одного растения кок-сагыза последовательно уменьшалась при переходе от лунки с одним растением к лункам с последовательно увеличивающимся числом растений — от 66 до 11 г. Более того, Лысенко фальсифицировал данные, выдавая суммарную массу растений в лунке за среднюю массу одного растения.
В 1950 году Лысенко провёл изменения в инструкции по гнездовой посадке, в ходе которых он ввёл обязательную прополку и рыхление почвы без использования машин (вручную). Однако данное введение не имело должного эффекта.
Учёный И. Д. Федотов проводил систематическое исследование гнездовых посадок, осуществляемых по методике Лысенко, в результате которых установил, что гнездовые посадки вовсе не устраняют появление сорняков. Более того, среди растений только усиливается борьба за влагу. В своих исследованиях Федотов отмечал:

Путём многократных систематических осмотров гнездовых посевов дуба установлено, что наличие покровных культур не уничтожает вовсе сорной растительности. Произрастание сорняков и покровных культур одновременно лишь ещё больше обостряет конкуренцию за влагу. Борьба же с сорняками, тем более механизированная, при таком методе лесоразведения исключается. Более того, исключается и рыхление почвы — сухой полив, оправдавший себя в многолетней практике лесоразведения в засушливых условиях юго-востока СССР.

В своих работах Федотов отметил существенные недостатки гнездовой посадки. Данный метод не устранял развития сорняков, одним из его последствий было угнетение посадок. Была весьма ощутима нехватка рабочих рук. Полезные рабочие машины простаивали. Увеличивался расход желудей.
Также Лысенко оправдывал отсутствие или малую распространённость данного способа посадки за рубежом идеологическими причинами.
Авторы «письма трёхсот» считали убыточным рекомендованный Лысенко способ гнездового посева при защитном лесоразведении, не приводя, однако, числовых оценок потерь.

#### Ветвистая пшеница

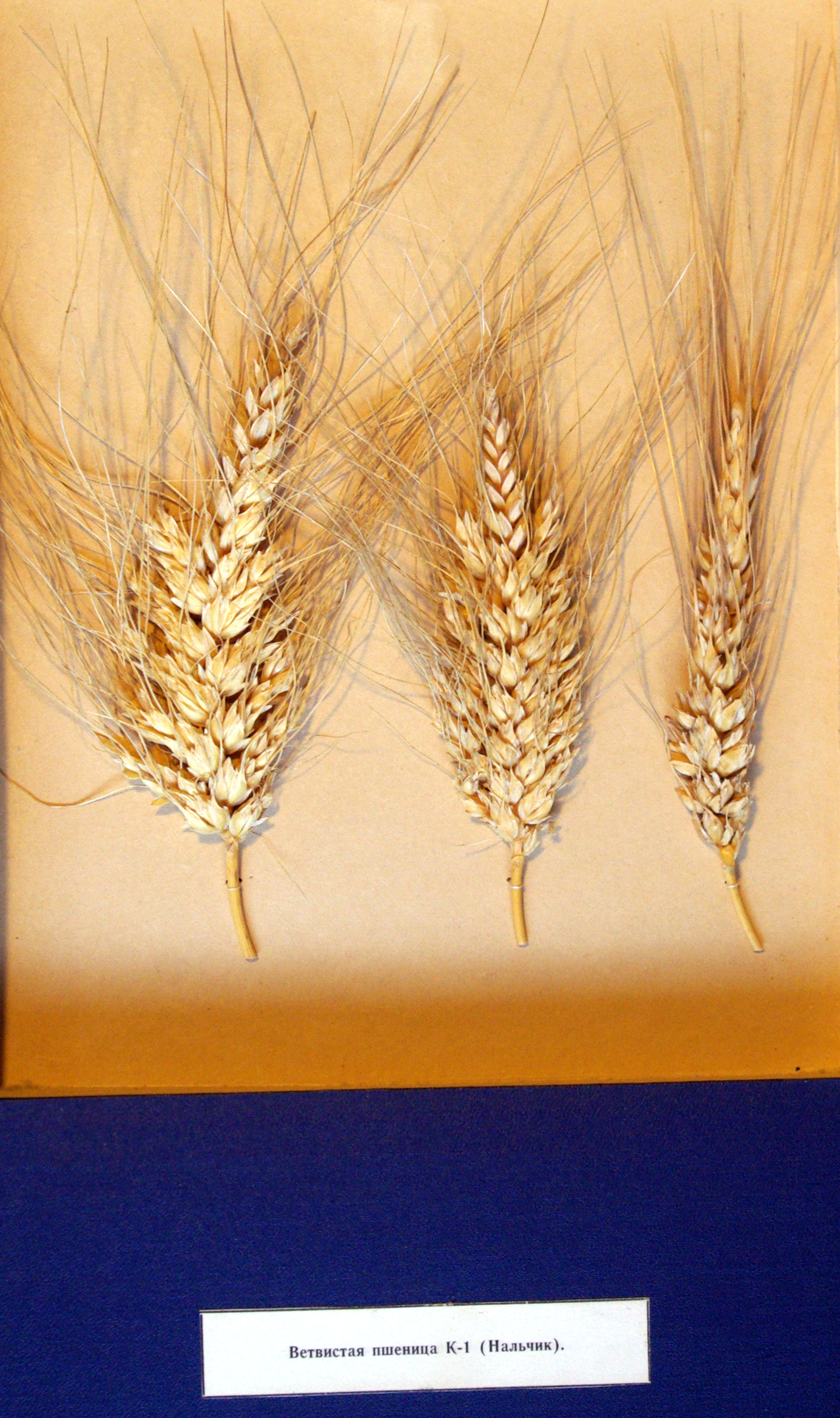
Наглядное пособие «Ветвистая пшеница»

В 1938 году в одном из колхозов в Средней Азии была обнаружена пшеница, дающая ветвящиеся колосья. В дальнейшем в этом колхозе вырастить урожай ветвящейся пшеницы не удавалось, однако уже после войны, в 1946 году такую же пшеницу удалось вырастить в колхозе имени 26 бакинских комиссаров. Узнав об этом, Сталин поручил Лысенко на основе этих колосьев вывести полноценный сорт ветвящейся пшеницы, а также «переделать» его на озимый. Расчёт был на то, что такая пшеница даст значительный — до пятикратного — рост урожайности без особых вложений.
Некоторые сорта пшеницы действительно способны давать ветвящийся колос, но лишь в специфических условиях, включающих разреженную посадку. Если же такую пшеницу высеять на поля, она теряет способность ветвиться, и урожай даёт не больше, чем прочие сорта. Показывая опытные посадки «ветвистой пшеницы», Лысенко укрепил свой авторитет в глазах Сталина, несмотря на то, что сколько-либо значительных урожаев ветвистой пшеницы собрать не удалось.

#### Превращение видов (порождение одних видов другими)
В 1950 году Лысенко обобщил свои взгляды в статье «Новое в науке о биологическом виде», почти без изменений составившей статью «Вид» Большой советской энциклопедии, где написал, будто опыты его сторонников доказывают на основе большого фактического материала, что одни виды растений могут постоянно самопроизвольно превращаться в другие (не упоминая о возможности естественной гибридизации) за два-три поколения: зёрна ржи и ячменя могут зарождаться в колосьях разных пшениц, зёрна овсюга — в овсе (в ссылках статьи присутствует «Философия зоологии» Ж. Б. Ламарка). Обосновывая эти взгляды, он часто ссылался на Сталина — на учение из книги «О диалектическом и историческом материализме» о «постепенных, скрытых количественных изменениях, приводящих к быстрым качественным». Выступая 22-24 мая 1950 года на совещании по проблеме живого вещества и развития клетки в московском Отделении биологических наук Академии наук СССР, он заявил, что его школа связывает это с опытами (фальшивыми) О. Б. Лепешинской по самозарождению клеток из «неклеточного вещества», когда клетки ржи или ячменя не превращаются из клеток пшеницы (что они отвергли), а зарождаются «крупинками в недрах организма из не имеющего клеточной структуры вещества».

### Сессия ВАСХНИЛ 1948 года. Противостояние с генетиками

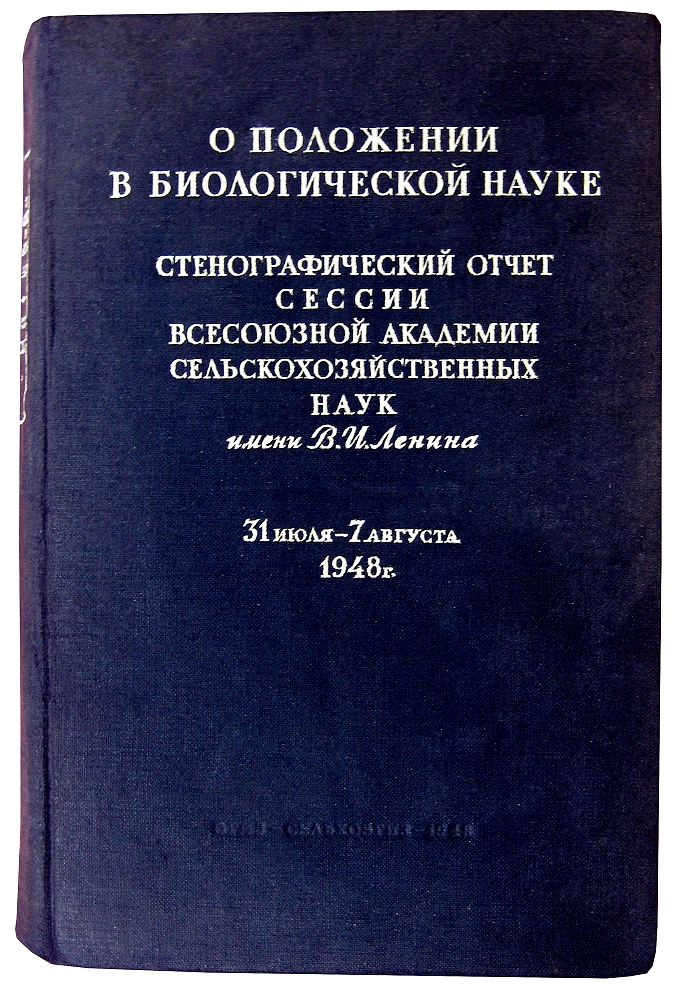
Стенографический отчёт сессии ВАСХНИЛ 1948 года

10 апреля 1948 года Ю. А. Жданов, который рассматривал жалобы учёных на Лысенко, выступил с докладом в Политехническом музее на семинаре лекторов обкомов партии на тему «Спорные вопросы современного дарвинизма».
Критическое выступление Ю. А. Жданова сам Лысенко прослушал у репродуктора в другой комнате, поскольку ему было отказано в билете на доклад Последовала переписка и личная встреча Лысенко со Сталиным, который дал указание провести сессию и лично вносил исправления в доклад Лысенко.
31 июля — 7 августа 1948 года происходила Сессия ВАСХНИЛ, на которой большинство докладчиков поддерживали биологические взгляды Т. Д. Лысенко и указывали на «практические успехи» специалистов «мичуринского направления», что можно легко объяснить судьбой предыдущих оппонентов Лысенко.
Из-за ошибочных взглядов Лысенко на генетику (отрицание менделевского расщепления, отрицание неизменных «генов»), а также политизированных высказываний в адрес оппонентов (например, моргановской генетике приписывались обоснование расизма, евгеника, а также служение интересам класса милитаристской буржуазии), критики Лысенко впоследствии рассматривали сессию как «разгром генетики».
Как отмечает историк науки Алексей Кожевников (1998), сессия проходила по сценарию одной из «игр внутрипартийной демократии», которые режим Сталина внедрил во все сферы жизни советского общества того времени, а именно, по сценарию игры в «партийный съезд»: 1) решение репрезентативного коллективного органа имело намного больший вес, чем индивидуальное решение; 2) фракции и оппозиция были разрешены лишь до финального голосования. 1) Поскольку ВАСХНИЛ была не единственным органом, ответственным за биологические проблемы, и раннее вмешательство со стороны Академии Наук СССР могло испортить гладкий сценарий игры, приготовления к сессии были проведены очень быстро, и большинство оппонентов Лысенко просто не были вовремя оповещены о сессии, обеспечив лысенковцам абсолютное численное большинство. 2) Лысенковцы на сессии прямо заявляли, что дискуссия (ещё один элемент игры) закончилась в 1939 году, и сейчас «формальные генетики» продолжают бесполезную фракционную борьбу; таким образом, «формальных генетиков» переводили в разряд «нелояльных вредителей», к которым надо применять административные меры, а не слова. Согласно правилам игры в «съезд», после финального обсуждения и голосования дискуссия прекращалась навсегда, и единственными возможными оставшимися вариантами игры были «обсуждение» принятого решения и «критика/самокритика». К переведённым в разряд «нелояльных вредителей» «формальным генетикам» были применены репрессивные меры или иные меры преследования. (См. также раздел Лысенко и репрессии биологов.)

### Критика и «Письмо трёхсот»
В 1945 году Наркомат государственной безопасности СССР дал Т. Д. Лысенко такую характеристику: 

Среди биологов Академии наук СССР Лысенко авторитетом не пользуется, в том числе и у академиков Комарова В. Л. и Орбели Л. А., причём последние приписывают ему арест Вавилова Н. И. Лысенко, в свою очередь, в Биологическом отделении Академии наук держится особняком и не стремится найти с ведущими учёными-биологами контакта в работе. В прошедшей юбилейной сессии Академии наук участия не принимал, за исключением нескольких минут на торжественном заседании. В Академии сельскохозяйственных наук им. Ленина против Лысенко ведётся борьба группой академиков во главе с академиком Прянишниковым Д. Н.
11 октября 1955 года в президиум ЦК КПСС направлено «письмо трёхсот» — письмо с критикой деятельности Лысенко, подписанное 297 учёными, среди которых были биологи (в том числе уцелевшие генетики), физики, математики, химики, геологи и т. д.

Авторы письма называли И. В. Мичурина выдающимся русским учёным и селекционером, отрицая, однако, связь его работ с «мичуринской биологией» Т. Д. Лысенко и И. И. Презента.
Критики считали деятельность Лысенко «приносящей неисчислимые потери», приводя в качестве примера работы группы сторонников Лысенко по вегетативной гибридизации, «переделке природы» растений и гнездовым посадкам растений, и отрицая практическую и научную значимость этих работ.
Особое внимание критики Лысенко уделили отрицанию им метода инцухта растений, в частности, кукурузы, считая этот метод величайшим практическим достижением генетики и ссылаясь при этом на опыт американских генетиков. Рекомендованный же сторонниками Лысенко метод межсортовой гибридизации кукурузы критики в данном письме считали устаревшим и отброшенным практикой США. По поводу кукурузы они писали:

В результате деятельности Т. Д. Лысенко у нас не оказалось гибридной кукурузы, доходы от внедрения которой, по данным американцев, полностью окупили все их затраты на изготовление атомных бомб.

Критики называли «средневековой, позорящей советскую науку» теорию Лысенко о «порождении видов». Они указывали, что в результате дискуссий 1952—1955 годов эта теория была специалистами СССР полностью отвергнута.
Авторы письма возражали против противостояния с зарубежной генетикой, которую они призывали не обобщать с евгеникой и расистскими теориями, а использовать её современные достижения на благо СССР.
Математики и физики, написавшие отдельное письмо, утверждали, что попытка академика А. Н. Колмогорова наладить правильное применение статистики в биологии была отвергнута академиком Т. Д. Лысенко.
Н. С. Хрущёв, по словам И. В. Курчатова, сильно негодовал и отзывался о письме как о «возмутительном». Сам Курчатов и президент АН СССР академик А. Н. Несмеянов с текстом письма были ознакомлены и полностью его одобрили, но не могли его подписать, так как были членами ЦК КПСС. Однако Курчатов поддержал мнения и выводы учёных в разговоре с Хрущёвым.
Неприятие учёных и множество писем в руководящие органы в конце концов привели к отставке Лысенко с поста президента ВАСХНИЛ, однако в 1961—1962 годах Лысенко был возвращён на этот пост по личной инициативе Н. С. Хрущёва.

Т. Д. Лысенко выступил против нас [Всесоюзного института зернового хозяйства] в газете «Правда»: «Надо заканчивать посев зерновых в Северном Казахстане к 15 мая, а не начинать в это время». Но мы-то знали другое: в 1961 году засорённость овсюгом по Целинному краю была больше 80 %, потому что обычно сеяли пораньше и не ждали прорастания овсюга, которое в оптимальные вёсны происходило 15 мая.
— Директор Всесоюзного института зернового хозяйства А. И. Бараев

### Последние годы жизни

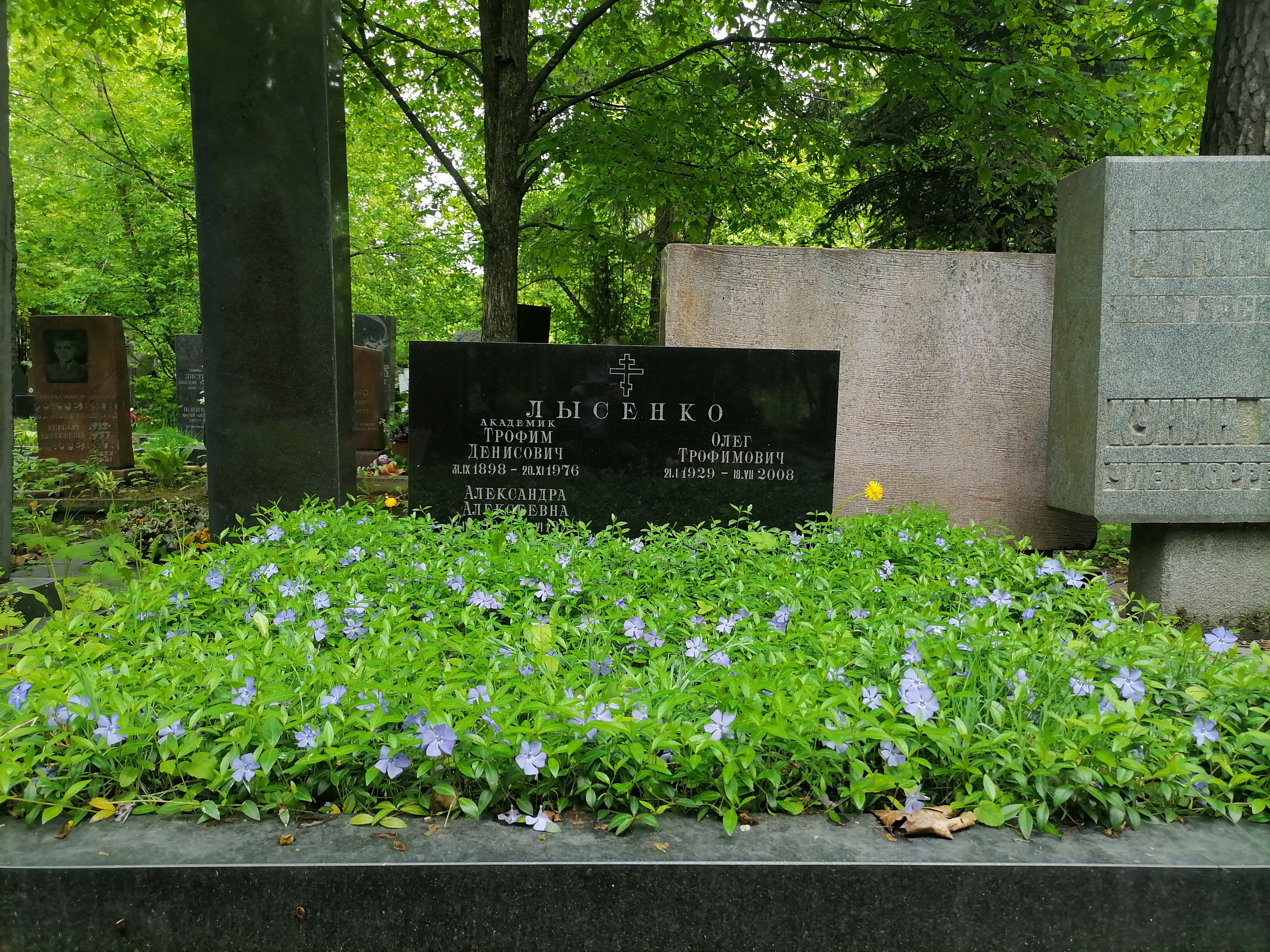
Могила Лысенко на Кунцевском кладбище Москвы

В 1965 году Лысенко был снят с должности директора Института генетики АН СССР, а сам институт был преобразован в Институт общей генетики АН СССР.
С 1966 года работал заведующим лабораторией Экспериментальной научно-исследовательской базы АН СССР «Горки Ленинские».
Скончался 20 ноября 1976 года.
Похоронен в Москве на Кунцевском кладбище (участок 9-2).

## Семья
Родители: Денис Никанорович и Оксана Фоминична Лысенко
- Брат — Лысенко, Павел Денисович (Pavlo D. Lysenko; род. 1910), химик, работал в металлургическом институте в Харькове (1932—1942), с 1949 года жил в США[114][115][116]

Жена — Александра Алексеевна (13 апреля 1904, Баку — 1983), родилась в семье Алексея Баскова, работавшего на нефтяных промыслах Нобеля. По окончании гимназии поступила в сельско-хозяйственный институт. Во время практики после 4-го курса познакомилась с Т. Д. Лысенко и вышла за него замуж. Учёбу в институте не закончила, не работала, воспитывала детей:
- Олег (1929—2008)
- Людмила (1930—2006)[уточнить]
- Юрий (род. 1935)[уточнить].

## Звания и награды
- Орден Трудового Красного Знамени Украинской ССР (21 октября 1931)[117]
- Орден Ленина (30 декабря 1935)[118]
- Орден Ленина (10 июня 1945) — за выдающиеся заслуги в деле развития сельскохозяйственной науки и поднятия урожайности сельскохозяйственных культур, особенно картофеля и проса[119]
- Орден Ленина (9 сентября 1945) — за успешное выполнение задания Правительства в трудных условиях войны по обеспечению фронта и населения страны продовольствием, а также промышленности сельскохозяйственным сырьём[120]
- Орден Ленина (29 сентября 1948)[121]
- Орден Ленина (27 октября 1949)[122]
- Орден Ленина (19 октября 1953)[123]
- Орден Ленина (27 октября 1958)[124]
- Орден Ленина (15 октября 1961)[125]
- Сталинская премия I степени (13 марта 1941) — за общеизвестные работы по летним посадкам картофеля и посадкам картофеля свежеубранными клубнями[126]
- Сталинская премия I степени (1943) — за научную разработку и внедрение в сельское хозяйство способа посадки картофеля верхушками продовольственных клубней[127]
- Герой Социалистического Труда (10 июня 1945) — за выдающиеся заслуги в деле развития сельскохозяйственной науки и поднятия урожайности сельскохозяйственных культур, особенно картофеля и проса
- Сталинская премия I степени (1949) — за научные исследования в области передовой мичуринской биологической науки, обобщённые в научном труде «Агробиология», опубликованном в 1948 году[128]
- Золотая медаль имени И. И. Мечникова АН СССР (1950) — за выдающиеся труды в области биологии и развития творческого советского дарвинизма, приведшие к важнейшим практическим результатам в сельском хозяйстве[129]
- Медаль «За трудовую доблесть» (25 декабря 1959)[130]
- Другие медали[уточнить]

## Оценки деятельности Лысенко
Эпизод лысенковщины был главой скорее из истории псевдонауки, чем из истории науки.
— Историк науки Лорен Грэхем

Школа Лысенко не возникла из какой-либо умирающей тенденции в науке, она восстала против науки вообще.
— David Joravsky, «The Lysenko Affair»

… его [Лысенко] имя сделалось
нарицательным, его роль в науке стали полностью отрицать.
Но исторический анализ исследований Т. Д. Лысенко позволяет утверждать, что он был одним из основоположников биологии развития растений в нашей стране.
— Лев Животовский, генетик

Если наши выдающиеся практики будут высказываться в пользу теорий и мнений, явно абсурдных для каждого, кто хоть немного знает генетику, такие, как положения, выдвинутые недавно президентом Лысенко и его единомышленниками… то стоящий перед нами выбор будет аналогичен выбору между знахарством и медициной, между астрологией и астрономией и между алхимией и химией.
— Герман Мёллер, генетик, лауреат Нобелевской премии

На примере деятельности Лысенко можно воочию показать сущность вмешательства коммунистов в сферу, где их участия не требовалось, где они нанесли урон, не преодолённый и сегодня. Парадоксальной стороной сегодняшней жизни в России стало то, что вред лысенкоизма до сих пор здесь не понят, хотя на Западе пример Лысенко стал аксиоматической формулой доказательства уродливости тоталитаризма. Умиление неоценёнными трудами шарлатанов было бы невозможно в цивилизованных странах, но ещё находит себе лазейки в обществе российском. Ведь до сих пор в России встречаются люди, публикующие статьи о якобы неоценённом современниками положительном вкладе Лысенко в науку, с напыщенным видом разглагольствующие на эту тему с экранов телевизора.
— Валерий Сойфер, генетик и историк науки

Я авторитетно заявляю, что не было ни одного образованного биолога в тридцатые и сороковые годы, кто мог бы вполне серьёзно воспринимать лысенковское «учение». Если грамотный биолог стоял на позиции Лысенко — он врал, выслуживался, он делал карьеру, он имел при этом какие угодно цели, но он не мог не понимать, что лысенковщина — это бред!
— Владимир Эфроимсон, генетик

…про Лысенко нельзя даже сказать, что он был жулик, он, скорее, был просто фанатик. Настоящий фанатик, который пользовался грязными приёмами, но он был фанатик, потому что он в это фанатически верил. А вокруг него, как всегда в таких случаях, сразу образовалось некое сообщество, которое ему подсовывало всякие результаты: всё что хотите.
— Алексей Богданов, химик

### Фразеология Лысенко и его сторонников
Характеризуя степень псевдонаучности деятельности Лысенко, Валерий Сойфер (2002) приводит следующие два высказывания Лысенко:

Для того, чтобы получить определённый результат, нужно хотеть получить именно этот результат; если вы хотите получить определённый результат, вы его получите.

Мне нужны только такие люди, которые получали бы то, что мне надо.

## Лысенко и репрессии биологов
Имя Т. Д. Лысенко часто упоминалось критиками в связи с репрессиями биологов в период правления И. В. Сталина.
Весной 1937 года, вскоре после доклада И. В. Сталина на мартовском пленуме ЦК ВКП(б) «О недостатках партийной работы и мерах по ликвидации троцкистских и иных двурушников», на страницах журнала «Яровизация», главным редактором и создателем которого был Т. Д. Лысенко, а также в газете «Соцземледелие», научная дискуссия по генетике была трансформирована в борьбу с «врагами народа». В № 3 журнала «Яровизация» за 1937 год была опубликована статья И. И. Презента, в которой он отождествлял так называемую троцкистско-бухаринскую оппозицию с оппозицией генетиков классической школы и А. К. Коля с обвинениями академика Н. И. Вавилова в реакционности и вредительстве.
В противостоянии с оппонентами, которых он и его сторонники называли «вейсманистами-менделистами-морганистами», сторонник Лысенко И. И. Презент использовал обвинения противников в идеологической неблагонадёжности. На сессии ВАСХНИЛ 1948 года Презент сказал:

Нас призывают здесь дискуссировать. Мы не будем дискуссировать с морганистами (аплодисменты), мы будем продолжать их разоблачать как представителей вредного и идеологически чуждого, привнесённого к нам из чуждого зарубежа, лженаучного по своей сущности направления. (Аплодисменты.)

На II съезде колхозников-ударников, проходившем в феврале 1935 года («Правда», 15 февраля 1935), Лысенко, говоря о кулацком и классовом противнике «на фронте» яровизации, утверждал:

И в учёном мире и не в учёном мире, а классовый враг — всегда враг, учёный он или нет.

Американский историк науки Дэвид Журавский в главе «Террор» своей книги «The Lysenko Affair» («Дело Лысенко», 1970), основанной на анализе открытых источников, приводит далеко не полный список репрессированных деятелей биологической науки. Журавский обнаружил, что всего шестеро лысенковцев (Шлыков, Коль, Ермаков, Одинцов, Заркевич, Нуринов) подверглись аресту, а наиболее непримиримые критики Лысенко (по его мнению — это Серебровский, М. М. Завадовский, Лисицын, Константинов, Чайлахян, М. С. Навашин, Кольцов, Костов, Розанова, Дубинин, Жебрак, Шмальгаузен, Рапопорт, Жуковский) арестованы не были. Приводя примеры неизбирательности репрессий в отношении сторонников и противников Лысенко, он указывает на то, что деканом биологического факультета МГУ в 1938 году стал молодой генетик С. И. Алиханян, который находился на своём посту вплоть до 1948 года, отказавшись, даже несмотря на призыв газеты «Правда», выступить на сессии ВАСХНИЛ (был уволен после августовской сессии ВАСХНИЛ 1948 года; на самом деле С. И. Алиханян выступил на этой сессии с докладом, на котором отстаивал позиции генетиков, но на последнем заседании сессии выступил с заявлением, на котором «отрёкся» от генетики). Физиолог А. Ш. Айрапетьянц, будучи исключённым в 1937 году из комсомола за связь с «врагами народа», в 1938 году вернулся на факультет уже в качестве одного из партийных руководителей. Журавский отмечает, что даже резко критические выступления биологов не приводили к их аресту. Так, молодой генетик М. Е. Лобашёв, попавший под надзор следственных органов по той же причине, объявил в своём выступлении на митинге, что он не может преподавать учение Лысенко. Лобашёв унаследовал кафедру генетики после ареста в 1941 году Карпеченко. Избранный директор Тимирязевской (Петровской) академии агрохимик Прянишников в 1937 году, председательствуя на съезде, не допускал выступлений политизированных ораторов словами: «Вы не прокурор и не представитель НКВД». В газете «Правда» он был объявлен покрывателем «врагов народа», однако не арестован (ему было уже больше 70 лет). После ареста его ученика Н. И. Вавилова в 1940 году Прянишников направил Л. П. Берии большое по объёму письмо в его защиту. Жена Берии была в это время аспиранткой Прянишникова. Однако в этой же главе Дэвид Журавский пишет следующее:

… список 83 биологов и агрономов, где указаны также их возраст, специальность, положение до ареста, свидетельствуют о противоречивой ситуации, сложившейся вокруг агробиологии. Большинство из этих людей не занимали никакой активной позиции. В этом одна из самых поразительных особенностей данного списка. И всё же, все, кроме шестерых, были не-лысенковцами, хотя и не очень видными. Некоторые занимали примиренческие позиции, большинство вообще не обращало особого внимания на агробиологию, целиком отдаваясь своей работе. Короче, большинство было настоящими учёными, специалистами-профессионалами, глубоко преданными своему делу. По самым осторожным подсчётам, среди жертв сталинистского террора не-лысенковцев было в 10—12 раз больше, чем лысенковцев…При других равных критериях, организаторы террора рассматривали энтузиазм специалиста к «нашей родной агробиологической науке» как знак лояльности к Советскому Союзу. Тип человека, который мог бы стать лысенковцем, вероятно, должен был вызывать доверительные чувства у организатора террора, в то время как тип человека, который мог бы быть не-лысенковцем, вероятно, должен был вызывать подозрение.

Историк Дэвид Журавский отмечает, что из анализа опубликованных источников ему не были известны случаи, когда открытый протест учёных повлёк бы за собой их арест.
Согласно исследованию Марка Поповского (1965), который работал с секретными архивами КГБ, недоступными Дэвиду Журавскому, двое из арестованных сторонников Лысенко — Шлыков и Коль — были осведомителями НКВД и сыграли существенную роль в деле Николая Вавилова, поэтому их арест, по его мнению, был лишь имитирован. В связи с этим Марк Поповский отмечает:

Последовательность, с которой карательные органы арестовывали сторонников Вавилова (в том числе сотрудников ВИРа) и не изъяли ни одного явного лысенковца, заставляет усомниться в том, что перед нами просто случайность.
— Марк Поповский, «Дело Академика Вавилова»
Кроме того, 7 из упоминаемых выше 14 противников Лысенко всё же подверглись другой форме преследования, а именно, были уволены с работы за свои научные взгляды: Николай Кольцов в 1940 году; Константинов, Шмальгаузен, Завадовский, Жебрак, Розанова и Рапопорт в 1948 году, после августовской сессии ВАСХНИЛ 1948 года. Согласно конспирологической версии, сообщаемой И. Б. Збарским, Н. К. Кольцов мог быть отравлен агентами НКВД. Дончо Костов был гражданином Болгарии и поэтому просто не мог быть репрессирован.
После августовской сессии ВАСХНИЛ 1948 года были уволены все генетики и биологи, не согласные с официально поддерживавшейся точкой зрения Лысенко, что явно свидетельствует об избирательности преследований против противников Лысенко: Д. Журавский (1970) указывает, что было уволено порядка 300 противников Лысенко; в то же время, Валерий Сойфер (2001) и Марк Поповский пишут о нескольких тысячах. Норвежский историк науки Нильс Ролл-Хансен (2008) пишет:

Запрет на обучение и исследования по классической генетике вскоре был подтверждён Министерством Образования и Академией Наук.
— N. Roll-Hansen, 2008. «Wishful science: The persistence of T. D. Lysenko’s agrobiology in the politics of science», OSIRIS 23, 166—188

### Взаимоотношения Т. Д. Лысенко и Н. И. Вавилова
В 1931—1935 годах Вавилов в определённой степени поддерживал работы Лысенко. В частности, выдвинул его на соискание Ленинской премии за работы по яровизации. Однако с 1936 года он перешёл к резкой критике его взглядов и практической деятельности.
После ареста директора Института генетики академика Вавилова в 1940 году по заведомо ложному доносу директором был назначен Лысенко. Большинство источников считает Лысенко прямо причастным к делу Вавилова.

## «Мичуринская генетика» и «наследование приобретённых признаков»
Лысенко и его сторонники превозносили практические и теоретические достижения И. В. Мичурина, при этом на словах не отрицая роль генетики. Они утверждали, что Мичуриным и Лысенко создана новая теория наследственности, новая генетика — так называемое «мичуринское учение».
В 1939 году Лысенко в своём выступлении утверждал: «напрасно товарищи менделисты заявляют, что нами исповедуется закрытие генетики. … генетика необходима, и мы боремся за её развитие, за её расцвет». Однако безусловная поддержка Лысенко партийным руководством СССР, прямое использование Лысенко партийного аппарата для подавления всякого инакомыслия привели к фактическому разгрому и, в конечном итоге, официальному запрещению генетики в СССР. Т. Д. Лысенко на протяжении 25 лет (1940—1965) был директором Института генетики АН СССР, однако никаких исследований по классической генетике, признанной во всём мире, в этот период там не проводилось.
Усилия «мичуринской генетики» были направлены, главным образом, на дальнейшее развитие идей, основанных на собственных экспериментальных данных Лысенко по «переделке» озимых сортов пшениц в яровые и яровых сортов в озимые, а также на сообщениях различных исследователей, начиная с Дарвина, о так называемой «вегетативной гибридизации».

### Яровизация: наследуемое репрограммирование яровых сортов в озимые
В период возвышения Лысенко в СССР было опубликовано много работ, касающихся трансформации яровых и озимых сортов злаков друг в друга. Однако после его отставки с поста президента ВАСХНИЛ такие работы перестали публиковаться.
Тем не менее, генетические данные свидетельствуют о том, что изменение свойства озимости-яровости не может происходить при случайном мутагенезе.
Физиолог растений Ричард Амазино (Richard Amasino) отмечает: «Одно из ложных утверждений Лысенко состояло в том, что яровизованное состояние наследуется; то есть, яровизованное растение передавало бы признак быстрого цветения следующему поколению… Этого, конечно, не происходит в случае яровизации; если бы это происходило, тогда двухлетнее растение было бы двухлетним только в течение одного поколения…». Далее Р. Амазино объясняет причину, по которой яровизированное состояние не передаётся следующему поколению растений и по которой невозможны взаимные превращения озимой и яровой пшениц только лишь по действием условий среды, без изменения генов:

У пшеницы недавно были выявлены два гена, аллельная вариация которых объясняет свойство «яровой» или «озимый». Эти гены называются VRN1 (VERNALIZATION 1) и VRN2… У многих озимых разновидностей пшеницы VRN1 индуцируется под действием холода. VRN2 является репрессором VRN1, а экспрессия VRN2 подавляется яровизацией… Яровые разновидности имеют аллель VRN1, которая не репрессируется VRN2.
— Richard Amasino, 2004, «Vernalization, competence, and the epigenetic memory of winter», The Plant Cell 16, 2553—2559
Более того, на невозможность взаимных превращений озимых и яровых разновидностей пшениц только лишь под влиянием внешних условий указывает наличие у яровых разновидностей естественных мутаций, в том числе делеций и инсерций (которые можно устранить только с помощью сайт-специфического мутагенеза, а не случайного действия мутагенов) в промоторе и/или первом интроне гена VRN1, а также в гене VRN2. Кроме того, невозможность передачи яровизированного состояния по наследству обусловлена тем, что инактивация гена репрессора цветения FLC, вызванная изменением состава гистонов, является стабильной только при митотических делениях, но теряется при мейозе и в раннем эмбриогенезе, то есть не наследуется новым поколением растений.

### Дискуссия о наследовании приобретённых признаков
Принципиальные разногласия между научными школами касались возможности наследования признаков, возникающих в процессе индивидуального развития организмов, например под воздействием факторов среды или при прививке (вегетативная гибридизация). Представление о том, что такие признаки не могут наследоваться, связано с искажённым пониманием сформулированного Августом Вейсманом принципа, согласно которому соматические клетки не могут передавать информацию половым клеткам. В действительности Вейсман допускал возможность влияние среды на вещество наследственности. Лысенко и его последователи отвергали принцип Вейсмана, а вместе с ним и всю классическую генетику. Например, сторонник Лысенко профессор Н. В. Турбин называл факты из области вегетативной гибридизации «полностью подрывающими основу генной теории».
Молекулярный биолог Николь Раск (Nicole Rusk, 2009) пишет о работе Ральфа Бока и Сандры Стегеманн (Ralph Bock and Sandra Stegemann, 2009), показавшей возможность ограниченного обмена генами хлоропластов между клетками привоя и подвоя: «Демонстрируя данные по переносу генов при прививках лишь на ограниченное расстояние, Бок представляет также молекулярные данные о том, что концепция вегетативной гибридизации является нежизнеспособной».
Сам Т. Д. Лысенко на известной августовской сессии 1948 года по поводу наследования приобретённых признаков утверждал:

Таким образом, положение о возможности наследования приобретённых уклонений — это крупнейшее приобретение в истории биологической науки, основа которого была заложена ещё Ламарком и органически освоено в дальнейшем в учении Дарвина, — менделистами-морганистами выброшено за борт.

При этом Лысенко, совместно с И. И. Презентом, обильно цитировали Ч. Дарвина, Л. Бёрбанка, И. В. Мичурина, К. А. Тимирязева, которые по данным вопросам (вегетативной гибридизации и адекватных внешней среде изменений наследственности) придерживались тех же воззрений. Также они приводили данные различных экспериментальных исследований, публикуемых в редактируемом Лысенко журнале «Агробиология» и в других научных изданиях Советского Союза. Однако данные Лысенко и его школы, связанные с вегетативной гибридизацией и наследованием приобретённых признаков («превращение» яровых злаков в озимые и обратно, см. выше), не были убедительно подтверждены.

#### Отрицание «наследственного вещества» и особой роли хромосом в наследственности
Т. Д. Лысенко и его школа не отрицали существования хромосом, однако не признавали хромосомную теорию наследственности. В 1947 году в книге «Агробиология» Лысенко писал:

Верно, что хромосомы существуют. В половых клетках число их в два раза меньше, чем в обычных. При наличии половых клеток с теми или иными хромосомными изменениями из этих клеток получаются изменённые организмы. Правильно, что те или иные видимые, морфологические изменения данной изученной хромосомы клетки часто, и даже всегда, влекут за собой изменения тех или иных признаков в организме. Доказано что наличие двух X-хромосом в оплодотворённом яйце дрозофилы обычно решает вопрос выхода из этого яйца самки, а не самца. Все эти факты, как и другие фактические данные, верны.
— Лысенко Т. Д. Агробиология. 1948. С. 427
Однако в своей книге (1952) Лысенко приводит и положения, однозначно свидетельствующие о том, что, признавая существование хромосом, он не признаёт их особую роль в наследственности:

Мичуринская генетика признаёт хромосомы, не отрицает их наличия. Но она не признаёт хромосомной теории наследственности… Согласно же мичуринскому учению, организм состоит только из обычного тела. Никакого отдельного от обычного тела наследственного вещества в организме и в клетках не имеется. <…> Наследственностью обладают не только хромосомы, но живое тело, вообще, любая его частичка. Поэтому будет неправильным, исходя из того, что хромосомы обладают свойством наследственности, считать их в организме и в клетке особым наследственным веществом или органом наследственности
— Лысенко Т. Д. Агробиология. 1952. С. 514—515
Такие представления в корне противоречат особой роли хромосом в наследственности, хорошо известной в наше время и подчёркивавшейся уже в то время генетиками школ Вавилова — Кольцова — Карпеченко, Т. Х. Моргана и др. Лысенко пишет это в 1952 году, уже через 8 лет после публикации работы (Avery et al., 1944), убедительно показавшей, что ДНК, основной компонент хромосом, является генетическим материалом, то есть веществом наследственности О непризнании Лысенко и его сторонниками понятия «ген» как материальной единицы наследственности свидетельствуют следующие высказывания Лысенко:

Неправ также акад. Серебровский, утверждая, что Лысенко отрицает существование генов. Ни Лысенко, ни Презент никогда существования генов не отрицали. Мы отрицаем то понятие, которое вы вкладываете в слово «ген», подразумевая под последним кусочки, корпускулы наследственности. Но ведь если человек отрицает «кусочки температуры», отрицает существование «специфического вещества температуры», так разве это значит, что он отрицает существование температуры как одного из свойств состояния материи? Мы отрицаем корпускулы, молекулы какого-то специального «вещества наследственности».
— доклад 23 декабря 1936 на IV сессии ВАСХНИЛ
Через девять лет после открытия роли ДНК в наследственности Лысенко характеризовал изучаемые генетиками молекулы как «вымышленное ими наследственное вещество». Некоторые современные сторонники Лысенко пытаются провести связь между его взглядами и такими явлениями, как эпигенетическое наследование и нехромосомная наследственность, однако большинство исследователей отмечает, что положения, высказанные Лысенко, не имеют никакого отношения к данным явлениям. Как отмечено выше, Лысенко не признавал существования особого наследственного вещества, а утверждал, что «любая частичка тела» обладает наследственностью. Очевидно, трудно назвать материалистическим мировоззрение, отрицающее материальную природу наследственности и материальную природу гена. Эпигенетические исследования возникли и развиваются на основе классической генетики и молекулярной биологии, однако и классическая генетика, и молекулярная биология отвергались Лысенко. Например, в 1974 году (за два года до своей смерти), когда молекулярная биология во всём мире бурно развивалась, в письме Н. П. Дубинину Лысенко отвергал значение молекулярной биологии:

Я заявляю, что мы никогда не использовали и не собираемся использовать какие-либо идеи и методы молекулярной биологии. Я бы хотел посоветовать всем биологам, растениеводам, животноводам и студентам Советского Союза не использовать эти методы, поскольку они лишь тормозят развитие теоретической биологии.
— Лысенко Т. Д. Из письма Н. П. Дубинину (1974)
При этом даже современные сторонники Лысенко, в частности, доктор Лю, признают: «Лысенко, тем не менее, отвергал идею генов в качестве переносчиков информации», заменяя эту идею утверждением, что «эксперименты по вегетативной гибридизации предоставляют безошибочное доказательство того, что любая частица живого тела, даже соки, которыми обмениваются привой и подвой, обладают свойствами наследственности».
Сторонники Лысенко не отрицали возможность полиплоидии (удвоение или кратное увеличение набора хромосом) растений, однако отрицали практическую значимость применения этого метода в сельском хозяйстве. Лысенко на сессии ВАСХНИЛ по этому поводу сказал:

Доходят до того, что утверждают, будто мичуринское направление отрицает действие на растения так называемых мутагенных факторов — рентгена, колхицина и др. Но как же можно это утверждать? Мы, мичуринцы, никак не можем отрицать действия этих веществ. Ведь мы признаём действие условий жизни на живое тело. Так почему же мы должны не признавать действия таких резких факторов, как рентгеновские лучи, или сильнейшего яда колхицина и других. Мы не отрицаем действия так называемых мутагенных веществ, но настойчиво доказываем, что подобного рода воздействия, проникающие в организм не через его развитие, не через процесс ассимиляции и диссимиляции, лишь в редких случаях и только случайно может привести к полезным для сельского хозяйства результатам. Это — не путь планомерной селекции, не путь прогрессивной науки.

Авторы критического «письма трёхсот» в 1955 году отмечали, что в результате деятельности Т. Д. Лысенко с 1948 года была прекращена работа по полиплоидии.

#### Отрицание законов Менделя
Т. Д. Лысенко отличался скептическим и даже отрицательным отношением к законам Менделя, указывая на несоблюдение соотношения 3:1 в опытах самого Г. Менделя. Однако опыты Лысенко не сопровождались тщательным научным анализом результатов, и их результаты не были воспроизводимы. Что же касается законов Менделя, они были подтверждены тремя независимыми группами учёных ещё в 1900 году (Hugo de Vries, Carl Correns, Erich von Tschermak).
Аспирантка Лысенко Н. И. Ермолаева в 1939 году опубликовала статью «Ещё раз о „гороховых законах“», где на обширном статистическом материале при скрещивании растений гороха безуспешно пыталась опровергнуть данную закономерность.
Ермолаева опубликовала таблицы с исходными данными своих опытов, которые позволили академику А. Н. Колмогорову напечатать в 1940 году статью «Об одном новом подтверждении законов Менделя».
Лысенко опубликовал ответную критическую статью, в которой считал работу Колмогорова «абсолютно безупречной» с формально-математической точки зрения, но не доказывающей выводы «менделистов» по существу. Однако, как указано выше, опыты Менделя были подтверждены ещё в 1900 году тремя независимыми группами учёных.
Объясняя затруднения в выяснении данной закономерности при наблюдении за скрещиванием растений, А. Н. Колмогоров признавал наличие достаточно высокой вероятности распределения 3:1 только на больших выборках (в примере с таблицами Ермолаевой — 12000 с вероятностью 0,99). Лысенко, хотя и со значительными оговорками, также признавал возможность соблюдения этого закона на больших массивах исходных данных:

В среднем же, конечно, может и бывает (правда, далеко не всегда) отношение 3:1. Ведь среднее отношение три к одному получается и генетиками выводится (ими это и не скрывается) из закона вероятности, из закона больших чисел.

В то же время, Лысенко считал влияние внешней среды существенным фактором, который мешает законам Менделя проявляться на фактически наблюдаемых растениях (в частности, при внутрисортовом скрещивании зерновых), и считал, что следование этому закону явилось бы помехой в его работе по улучшению семян хлебных злаков, что являлось совершенно ненаучным аргументом, недопустимым в среде учёных.
Дж. Б. С. Холдейн в статье «Лысенко и генетика», опубликованной в 1940 году в журнале «Science and Society», обсуждая это положение Лысенко, указывал на то, что отношение 3:1 «очень редко получается с полной точностью». Он считал систематические отклонения такого рода инструментом естественного отбора и «фактом чрезвычайной биологической важности». Однако Холдейн, в отличие от Лысенко, не считал эти отклонения прямым результатом влияния внешней среды.
Критические замечания о методах Лысенко высказывали австралийский биолог T. Coulman, швейцарский учёный F. Watmann, немецкий генетик H. Reissfeidheer.

## Попытки реабилитации репутации
В 2014 году доктор биологических наук Л. А. Животовский опубликовал небольшую книгу «Неизвестный Лысенко» (московское издательство КМК), в которой он, как отмечает историк науки Лорэн Грэм (в книге, опубликованной в 2016 году издательством Гарвардского университета), «вознёс» Т. Д. Лысенко до ранга «великого советского учёного», основав своё утверждение на двух аргументах: 1) ранний Лысенко, согласно Животовскому, «сделал великие открытия в области физиологии растений» и был «одним из основателей биологии развития растений»; 2) по мнению Животовского, ряд последних достижений биологии, таких как развитие эпигенетики, указывают на выводы, сходные с таковыми Лысенко, и показывают его предвидение как учёного. Однако, как отмечает Грэм, ни одно из этих утверждений не выдерживает критики. Работы Лысенко по холодной обработке и стадийному развитию растений были лишь повторением работ предшественников (проведённых столетия назад) и отличались крайне низким уровнем научной тщательности. Животовский пишет, что на работы Лысенко ссылались авторы опубликованной в 1948 году в США книги по яровизации и фотопериодизму. Однако, как отмечает Грэм, авторы этой книги 1948 года указали на отсутствие данных, которые поддерживали бы утверждение Лысенко о том, что во время яровизации яровые злаки требуют более высокой температуры, чем озимые. Авторы указали также на малую вероятность широкого использования метода яровизации в будущем. Как пишет Грэм, утверждение Животовского о том, что эпигенетика подтверждает теории Лысенко, является огромным преувеличением. Согласно Грэму, реальной проверкой взглядов Лысенко является не то, опираются ли они на концепцию наследуемости приобретённых признаков, а то, привели ли они к продуктивным и продолжающимся исследованиям и их прикладным аспектам; между тем, такие исследования и прикладные аспекты отсутствуют.
Историк науки Эдуард Колчинский в обзоре, опубликованном в 2017 году академическим издательством Palgrave Macmillan / Springer Nature, отмечает, что Животовский в своей противоречивой книге попытался «переосмыслить» роль Лысенко, восстановить «беспристрастный» взгляд на «дело Лысенко», помещая лысенкоистов и генетиков на один уровень. Как пишет Колчинский, главная проблема с использованием такого подхода состоит в том, что он ни в какой степени не подтверждён серьёзным историческим анализом. Другой обзор Колчинского с критикой книги Животовского был опубликован в 2014 году Комиссией по борьбе с лженаукой на портале Президиума РАН.
В обзоре 2017 года Колчинский отмечает, что критику книги Животовского опубликовали также биохимик Владимир Муронец, профессор МГУ, и Валерий Сойфер, молекулярный генетик и историк науки. Согласно Сойферу, с самого начала биологи и агрономы во всём мире неоднократно проверяли и перепроверяли идеи Лысенко, однако каждый эксперимент показывал одно и то же: гипотезы Лысенко были неверны, и каждая практическая рекомендация Лысенко также оказалась бесплодной. По мнению Сойфера, книга Животовского не является научной публикацией.

## Память
- Ранее улицы Лысенко существовали в Краснотурьинске[205], Магнитогорске[206], Новороссийске и других городах.
- Имя носил Всесоюзный селекционно-генетический институт.

В художественной литературе
- Т. Д. Лысенко — прототип персонажа профессора Амвросия Амбруазовича Выбегалло из повести братьев Стругацких «Понедельник начинается в субботу»:

Профессор Выбегалло списан со знаменитого некогда академика Лысенко, который всю отечественную биологию поставил на карачки, тридцать с лишним лет занимался глупостями и при этом не только развалил всю нашу биологическую науку, но ещё и вытоптал всё окрест, уничтожив (физически, с помощью НКВД) всех лучших генетиков СССР, начиная с Вавилова. Наш Выбегалло точно такой же демагог, невежда и хам, но до своего прототипа ему далеко-о-о!— Борис Стругацкий
- В романе Владимира Дудинцева «Белые одежды» повествуется о гонениях на генетиков в 1948 году. Сторонники генетики названы «вейсманистами-морганистами» и «чистку научных рядов» поручено проводить доверенным лицам академика Кассиана (Касьяна) Рядно, который является аллюзией на Лысенко. Конфликт разгорается вокруг гибридных сортов картофеля «из пробирки», полученных искусственным / скрещиванием репродуктивных клеток при помощи колхицина. Учёный Иван Стригалев, сумевший осуществить смелый генетический эксперимент, отправляется в тюрьму, и далее в колонию, где погибает. Другой сторонник генетики, знакомый с западными исследованиями, академик Святозар Посошков заканчивает жизнь самоубийством. Однако, Кассиан Рядно, всюду объясняющий успехи науки марксистско-ленинской теорией, продолжает своё карьерное восхождение, вопреки реальности научного эксперимента. На Рядно работает машина КГБ и даже военные, сочувствующие генетикам, как например, полковник Свешников, вынуждены по указу «самого» проводить репрессии. Несмотря на то, что в романе упоминается Т. Д. Лысенко как отдельное действующее лицо, он является прототипом и одного из вымышленных главных героев — «народного академика» Кассиана Дамиановича (Касьяна Демьяновича) Рядно[208].
- В романе Людмилы Улицкой «Казус Кукоцкого»:

 Именно там, временно отпустив своих гениев на свободу, он (Гольдберг) и написал обличительный документ — с развёрнутыми мотивировками, ясной и чёткой аргументацией и совершенно уничтожающей критикой в адрес академика Лысенко — для предъявления в отдел науки ЦК и отдельный экземпляр товарищу Сталину лично… к Гольдбергу пришли с обыском и арестовали. Его обвинительный документ в адрес Лысенко дошёл-таки по назначению.
- Упоминается в фантастическом романе А. Лазарчука и М. Успенского «Посмотри в глаза чудовищ»:

Миссия Лысенки была не в пример сложнее и опаснее. Молодой агроном, теоретически раскрывший сущность наследственной плазмы, пришёл в ужас от ближайших перспектив развития советской молодой, страшно талантливой и абсолютно беспринципной генетики. Он знал и понимал, как просто будет скоро создавать любые гибриды от самых невинных — вроде картофеля и томатов — до самых свирепых: гриппа и оспы: Причём вероятность создания последнего стократ вероятнее, чем первого — ибо страна перманентно готовилась к войне… Трофиму Денисовичу пришлось выдумать мичуринскую агробиологию.
В фильмах
Документальная кинохроника показывала фрагменты выступлений Т. Д. Лысенко на различных мероприятиях 1930-х −1950-х годов.
Художественные фильмы:
- В нескольких фильмах по роману О. Хаксли «О дивный новый мир» мать Дикаря, Линда, носит фамилию Лысенко. Все герои литературного произведения, по замыслу Хаксли, носили фамилии знаменитостей прошлого, однако в оригинале у Линды фамилии не было.
- В биографическом телефильме «Николай Вавилов» роль Лысенко сыграл украинский актёр Богдан Ступка.

В поэзии и песнях
- В песне А. Макаревича «Бурьян породил бурьян»[209]:

Несогласные шли мишенями в тир,

Для любого была готова стенка.

Нас учил изменять окружающий мир

Академик — товарищ Трофим Лысенко.

И пахан, от обмана пьян

Ожидал чудес от земли и неба,

Но бурьян породил бурьян,

Из бурьяна не выросло белого хлеба.

### «Премия Лысенко»
Во Франции либерально-консервативной организацией «Club de l’Horloge» в 1990 году была учреждена «Премия Лысенко» (фр. Prix Lyssenko). Согласно формулировке оргкомитета, эта своеобразная антипремия вручается

автору или лицу, которые своими произведениями или деятельностью внесли образцовый вклад в дезинформирование в области науки или истории, используя идеологические методы и аргументы.Оригинальный текст (фр.)auteur ou une personnalité qui a, par ses écrits ou par ses actes, apporté une contribution exemplaire à la désinformation en matière scientifique ou historique, avec des méthodes et arguments idéologiques

## Публикации
Автор многочисленных публикаций, среди них:
- Лысенко Т. Д. О положении в биологической науке: Доклад на сессии ВАСХНИЛ 31 июля 1948 г. — М.: Сельхозгиз, 1948. — 64 с. — Тираж 300 000. (Подписано к печати 12 августа 1948 г.)

## Сочинения
- Т. Д. Лысенко. «Агробиология» М.:Сельхозгиз, 1952 г.
- Библиографический список основных работ Т. Д. Лысенко // Т. Д. Лысенко «Агробиология», 1952, с. 725